# Municipio de South Muddy
El municipio de South Muddy (en inglés: South Muddy Township) es un municipio ubicado en el condado de Jasper en el estado estadounidense de Illinois. En el año 2010 tenía una población de 340 habitantes y una densidad poblacional de 3,4 personas por km².

## Geografía
El municipio de South Muddy se encuentra ubicado en las coordenadas 38°54′46″N 88°18′25″O / 38.91278, -88.30694. Según la Oficina del Censo de los Estados Unidos, el municipio tiene una superficie total de 100.01 km², de la cual 92,43 km² corresponden a tierra firme y (7,58 %) 7,58 km² es agua.

## Demografía
Según el censo de 2010, había 340 personas residiendo en el municipio de South Muddy. La densidad de población era de 3,4 hab./km². De los 340 habitantes, el municipio de South Muddy estaba compuesto por el 98,82 % blancos, el 0,29 % eran asiáticos, el 0,29 % eran de otras razas y el 0,59 % eran de una mezcla de razas. Del total de la población el 0,29 % eran hispanos o latinos de cualquier raza.